# Az Első Törvény
Az Első Törvény (eredetileg angolul First Law) Isaac Asimov egyik sci-fi novellája, amely 1956 októberében, a Fantastic Universe Science Fiction magazinban jelent meg. Magyarul a Robottörténetek című novelláskötetben olvasható. Néhány következetlenség miatt van, aki nem tartja az Alapítvány–Birodalom–Robot ciklus részének.

## Történet
|  | Alább a cselekmény részletei következnek! |

A novella gyakorlatilag Mike Donovan egy 2035-ös visszaemlékezése. A kocsmában üldögélve mesél társainak az Emma (MA) modellekről, amelyek közül az egyik nem engedelmeskedett az első törvénynek.
Épp a Szaturnusz egyik holdján, a Titánon végezte a feladatát a három robottal, amikor egy útjáról hazafelé menet hóviharba került. Viharban ott lehetetlen közlekedni, az MA robotokat direkt erre a célra fejlesztették ki. Donovan közelében azonban nem volt egy sem. Ekkor felbukkant előtte egy viharbébi (az egyetlen állat, ami eltűri a Titán életfeltételeit), ami ellen csak a fegyverével tudott harcolni. Már becélozta, amikor az MA–2 sorozatszámú robot felkapta az állatot és magával vitte, Donovant a viharban hagyva. A vihar fél óra múlva abbamaradt, így a férfi megmenekült, viszont rá kellett jönnie, a robot az első törvény betartása helyett inkább saját „gyermekét” védte. A sorozat robotjait szétszedték, de Donovanben egy életre megmaradt az emléke.
|  | Itt a vége a cselekmény részletezésének! |

## Megjelenések

### Angol nyelven
1. Fantastic Universe, 1956. október
2. The Fantastic Universe Omnibus (Prentice Hall, 1960)
3. The Rest of the Robots (Doubleday, 1964)
4. Eight Stories from The Rest of the Robots (Pyramid, 1966)
5. The Complete Robot (Doubleday, 1982)
6. The Robot Collection (Doubleday, 1983)

### Magyar nyelven
1. Vénusz #2, 1991. (ford.: Koltai Gábor, Az első törvény címmel)
2. Elanor #1, 1991. (ford.: Koltai Gábor, Az első törvény címmel)
3. Robottörténetek, I. kötet (Móra, 1993, ford.: Bihari György, Az első törvény címmel)
4. Isaac Asimov teljes Alapítvány-Birodalom-Robot Univerzuma, I. kötet (Szukits, 2001, ford.: Bihari György)

| Előző     | Sorozat                                               | Következő                 |
| --------- | ----------------------------------------------------- | ------------------------- |
| Rabszolga | Robot sorozat Alapítvány–Birodalom–Robot regényciklus | Az elkerülhető konfliktus |